# Arthur Edward Cumming
Le brigadier Arthur Edward Cumming, VC, OBE, MC (18 juin 1896 - 10 avril 1971), est un récipiendaire écossais de la Croix de Victoria, la récompense la plus élevée et la plus prestigieuse pour bravoure face à l'ennemi qui peut être décernée aux forces britanniques et du Commonwealth.

## Carrière
Il est né à Karachi, en Inde britannique, de filiation écossaise et a fréquenté la Karachi Grammar School.
Cumming avait 45 ans lorsqu'il est promu lieutenant-colonel et commandant du 2 / 12e Frontier Force Regiment, une unité de l'armée indienne pendant la Seconde Guerre mondiale. Le lieutenant-colonel Cumming et son bataillon défendaient un aérodrome pendant la bataille de Malaisie lorsqu'il accomplit un acte de bravoure pour lequel il reçut la Croix de Victoria (actuellement exposé au National Army Museum de Chelsea).
Le 3 janvier 1942, près de Kuantan, en Malaisie, les Japonais lancèrent une attaque furieuse contre le bataillon et une force ennemie puissante pénétra la position. Le lieutenant-colonel Cumming, avec un petit groupe d'hommes, mena immédiatement une contre-attaque. Malgré la perte de nombreux hommes et que lui-même eut deux blessures à la baïonnette à l'estomac, il réussit à rétablir suffisamment la situation pour sauver la majeure partie du bataillon et ses véhicules à battre en retraite. Plus tard, il conduisit dans un transporteur, sous un feu très intense, rassemblant des détachements isolés de ses hommes au cours duquel il fut de nouveau blessé. Ses actions courageuses ont aidé la brigade à se replier en toute sécurité.
Cumming faisait partie d'un petit nombre d'officiers et d'hommes qui ont reçu l'ordre d'être évacués de Singapour avant la reddition de l'île le 15 février 1942. Cumming a commandé un bataillon du 9e Jat Regiment avant sa promotion au rang de brigadier et le commandement de la 63e brigade indienne pendant la campagne de Birmanie. De 1944 à sa retraite en 1947, le brigadier Cumming commandait le district de Dehra Dun en Inde.